# Detlef Hörold
Detlef Hörold (* 28. Oktober 1955 in Halle (Saale); † 2. Juni 2016 bei Deiderode) war ein deutscher Entertainer und Musiker.

## Leben
Detlef Hörold wurde 1955 in Halle (Saale) geboren. Nach seinem Abitur (1974) studierte er an der Martin-Luther-Universität in Halle. Neben seiner zehnjährigen klassischen Klavier- und Gesangsausbildung war er elf Jahre als Sänger und Musiker in unterschiedlichen Bands aktiv, unter anderem von 1982 bis 1984 zusammen mit Paul Bartsch in einem Duo namens HörBar. Ab 1984 war Hörold freiberuflich tätig als Sänger, Songschreiber, Texter, Pianist, Entertainer und Autor. Er arbeitete an Auftragsproduktionen und bot mit seinem Musikkabarett seit 1984 auch Programme beziehungsweise CDs für Kinder an. Der Künstler lebte zuletzt in der südniedersächsischen Kleinstadt Uslar am Rande des Sollings.
Er war elf Jahre Mitglied verschiedener Bands und ist seit 1984 freiberuflich erfolgreich mit seiner Solo-Karriere. Zwischen 1985 und 1996 gewann er mehrere Preise und wurde bundesweit bekannt durch seine musikalischen und kabarettistischen Aufführungen für Kinder und Erwachsene. Hörold veröffentlichte einige CDs mit Eigenkompositionen und Literaturvertonungen.
Er verstarb am 2. Juni 2016 bei einem Verkehrsunfall auf der A 38 bei Deiderode.

## Werke
- Kleeblatt Nr. 20, Sampler, vier Lieder, Amiga, 1987.
- Weiberlieder, Sampler, ein Lied, Amiga, 1988.
- Zerbrechlich wie Stahl, Live-LP, 1990.
- Zahmer Vogel, CD, 1992.
- Heut sind wir voller Übermut, Kinder-CD, 1994.
- Hundertprozentich, CD, 1996.
- Diverse Sampler und Literaturvertonungen, 1992–1998.
- Bambule, Kinder-CD, 2000.
- Abgeschminkt, Songs pur, CD, 2001.
- Männer, EP, fünf Titel, 2004.

## Auszeichnungen
- 1985: Dritter Preis, 7. Tage des Chansons der DDR.
- 1987: Sonderpreis, 8. Tage des Chansons der DDR.
- 1990: Zweiter Preis, Internationales Festival Chanson/Lied/Song (Saarbrücken).
- 1992: Erster Preis, Bayrischer Liedwettbewerb.
- 1993: Preisträger beim Bayerischen Songwettbewerb Songs an einem Sommerabend (Kloster Banz).
- 1995: Erster Preis, Bad Reichenhaller Salzkristall, Sparte Lied („Konstantin-Wecker-Preis“).
- 1996: Einer der drei besten Preisträger aus zehn Jahren Festival Songs an einem Sommerabend.